# Noflen
Noflen est une localité et une ancienne commune suisse du canton de Berne, située dans l'arrondissement administratif de Berne-Mittelland.
Le 1er janvier 2018, Kirchdorf absorbe les communes voisines de Gelterfingen, Mühledorf et Noflen.